# (10334) Gibbon
(10334) Gibbon – planetoida z pasa głównego asteroid okrążająca Słońce w ciągu 4 lat i 321 dni w średniej odległości 2,88 j.a. Została odkryta 3 sierpnia 1991 roku w Europejskim Obserwatorium Południowym przez Erica Elsta. Nazwa planetoidy pochodzi od Edwarda Gibbona (1737-1794), brytyjskiego historyka. Przed nadaniem nazwy planetoida nosiła oznaczenie tymczasowe (10334) 1991 PG5.